# Kismat Maria-moskee
De Kismat Maria-moskee (Bengaals: কিসমত মারিয়া মসজিদ) is een oude moskee in het dorp Maria, Durgapur Upazila in het district Rajshahi in Bangladesh. Ze werd gebouwd rond 1500. Het monument staat op de monumentenlijst van het Departement Archeologie. Het is een kleine moskee met een rechthoekige vorm. Er zijn drie ingangen naar de moskee. Er is een klein gebouw van twee verdiepingen bij de moskee (in het zuiden), bekend als Bibir Ghor.
De moskee wordt nog steeds gebruikt voor het vrijdaggebed.